# Контргамбит Ромфорда
Контргамбит Ро́мфорда — шахматный дебют который назван в честь шахматиста Ромфорда, который, видимо, применял этот дебют (или написал статью об этом контргамбите).
Считается рискованным как для белых, так и для чёрных, и приводит к очень динамическим позициям. Относится к фланговым дебютам. Начинается после ходов: 1.g2-g4 d7-d5 2.Bf1-g2 Bc8:g4 3.c2-c4 d5-d4. Смысл контргамбита в том, что черные отдают качество (4.B:b7 Nb8-d7 5.B:a8 Q:a8) за более сильного слона белых.
План сторон очень прост, план черных: атаковать фигуры и короля, отыгрывая качество, или ставить мат. План белых: удержать качество и не получить мат. Stockfish оценивает позицию (см. диаграмму) примерно равной, лишь с маленьким перевесом чёрных.
Этот контргамбит очень редко встречается в шахматных партиях, потому, что образуется после дебюта гроба, а этот дебют считается абсурдным, так может сыграть как и любитель, который ничего не понимает в шахматах, так и гроссмейстер с целью высмеять соперника или подарить ему бесплатную победу (если гроссмейстер играет белыми).

## Происхождение
"Дебют Гроба", "Гамбит Гроба" или "Гамбит Фрица".

## Варианты
4.Bg2:b7 Nb8-d7 5.B:a8 Q:a8 6.f2-f3 e7-e5 7.e2-e4 Bf8-e7 8.Qe2 позиция черных лучше. (8.f:g4 Qa8:e4+ -+)
4.Bg2:b7 Nb8-d7 5.B:a8 Q:a8 6.Ng1-f3 d4-d3 7.Rh1-g1 d:e2 -+.